# فيونا ستانلي
فيونا ستانلي (بالإنجليزية: Fiona Stanley)‏ هي عالمة وبائيات ‏ أسترالية، ولدت في 1 أغسطس 1946 في Little Bay, New South Wales ‏ في أستراليا.